# 里苏姆-林德霍尔姆
里苏姆-林德霍尔姆是德国石勒苏益格－荷尔斯泰因州的一个市镇。总面积36.03平方公里，总人口3667人，其中男性1819人，女性1848人（2011年12月31日），人口密度102人/平方公里。